# Поляков, Иван Кузьмич
Иван Кузьмич Поляков (25 сентября 1922 — 2 августа 1993) — советский военный. Участник Великой Отечественной войны. Герой Советского Союза (1943). Подполковник запаса.

## Биография
Иван Кузьмич Поляков родился 25 сентября 1922 года в деревне Верхняя Кумашка Ядринского уезда Чувашской автономной области РСФСР в крестьянской семье. Чуваш. Окончил семь классов школы в селе Штанаши и курсы счетоводов. До призыва на военную службу работал в колхозе.
В ряды Рабоче-крестьянской Красной Армии И. К. Поляков был призван Шумерлинским районным военкоматом в марте 1942 года и направлен в Краснодарское пулемётно-миномётное училище, где был определён в миномётную роту. В связи со сложной обстановкой на фронте курсанты училища вместе с курсантами 2-го Орджоникидзевского пехотного и Житомирского пехотного училищ заняли позиции на левом берегу Дона в полосе обороны 51-й армии в районе хутора Пирожок. Но поучаствовать в боевых действиях им не пришлось. Согласно директиве Ставки Верховного главнокомандования 13 июля 1942 года все курсанты с полным вооружением были направлены в распоряжение Сталинградского фронта, где они были распределены по разным частям. Иван Кузьмич попал в 128-й стрелковый полк 29-й стрелковой дивизии 64-й армии. Боевое крещение он принял 21 июля 1942 года под станицей Цимлянской. В первых числах августа 1942 года рядовой И. К. Поляков в составе оперативной группы 64-й армии участвовал в контрударе на реке Аксай, где был тяжело ранен и эвакуирован в госпиталь.
В свою часть Иван Кузьмич вернулся в ноябре 1942 года и участвовал в контрнаступлении советских войск под Сталинградом, окружении сталинградской группировки противника. С конца ноября 29-я стрелковая дивизия вела бои на внутреннем фронте сталинградского котла. 1 января 1943 года 64-й армия была включена в состав Донского фронта. Её подразделения участвовали в ликвидации окруженной группировки фельдмаршала Паулюса. После завершения Сталинградской битвы 6 февраля 1943 года 64-я армия вошла в группу войск под командованием генерал-лейтенанта К. П. Трубникова (с 27 февраля — Сталинградская группа войск), находившуюся в резерве Ставки Верховного Главнокомандования. Иван Кузьмич за это время окончил краткосрочные курсы связистов и получил звание ефрейтора. 1 марта 1943 года 29-я стрелковая дивизия была преобразована в 72-ю гвардейскую стрелковую дивизию, а 128-й стрелковый полк — в 224-й гвардейский. В тот же день в составе 64-й армии (с 1 мая 1943 года — 7-я гвардейская армия) дивизия была передана Воронежскому фронту. До лета 1943 года связист роты связи гвардии ефрейтор И. К. Поляков участвовал в оборонительных боях на реке Северский Донец в районе Белгорода.
Во время Курской битвы 72-я гвардейская дивизия держала оборону в районе города Шебекино. В период с 5 по 13 июля во время ожесточённых боёв под огнём противника гвардии ефрейтор Поляков, обеспечивая связь роты с командным пунктом, более 20 раз устранял обрывы линии связи, а также вынес с поля боя несколько раненых, за что дважды был награждён медалью «За отвагу». 18 августа 1943 года 7-я гвардейская армия была передана Степному фронту. В августе 1943 года Иван Кузьмич участвовал в Белгородско-Харьковской операции, освобождении посёлка Мерефа. В ходе Полтавско-Кременчугской фронтовой операции И. К. Поляков участвовал в освобождении города Краснограда. Особо отличился в Битве за Днепр.
В конце сентября 1943 года передовые подразделения 7-й гвардейской армии вышли к Днепру. В ночь с 25 на 26 сентября с первым десантным отрядом форсировал водный рубеж у села Бородаевка и связист взвода связи гвардии ефрейтор И. К. Поляков. Высадившись на правом берегу, Поляков сразу вступил в бой с немецкими автоматчиками, отвлекая огонь от переправы на себя. В боях за плацдарм он уничтожил 6 немецких солдат. В боях за удержание плацдарма гвардии ефрейтор Поляков участвовал в отражении восьми контратак противника, в ходе которых он уничтожил 15 военнослужащих и гранатой подорвал один танк. При штурме господствующей высоты Иван Кузьмич заменил погибшего командира роты и выполнил поставленную боевую задачу. Указом Президиума Верховного Совета СССР от 26 октября 1943 года за успешное форсирование Днепра, прочное закрепление плацдарма на его западном берегу и проявленные при этом отвагу и геройство гвардии ефрейтору Полякову Ивану Кузьмичу было присвоено звание Героя Советского Союза.
В ноябре 1943 года Иван Кузьмич был вновь тяжело ранен. После выздоровления его направили в другую часть, воевавшую на 1-м Украинском фронте. И. К. Поляков участвовал в освобождении Западной Украины, южных районов Польши, боях на территории Германии. Боевой путь он закончил в Чехословакии. После окончания Великой Отечественной войны Иван Кузьмич продолжил службу в армии. В 1958 году он окончил Полтавское военное пехотное училище. В запас И. К. Поляков уволился в звании капитана в 1964 году. Жил в городе Киеве. Работал в производственном объединении «Химволокно». 2 августа 1993 года Иван Кузьмич скончался. Похоронен на Украине в городе-герое Киеве.

## Награды
- Медаль «Золотая Звезда» (26.10.1943);
- орден Ленина (26.10.1943);
- орден Красной Звезды (1957);
- орден Отечественной войны 1 степени (1985);
- медали, в том числе:
- медаль «За оборону Сталинграда» (1943);

две медали «За отвагу» (10.07.1943; 20.07.1943);
медаль «За боевые заслуги» (1952).

## Память
Имя Героя Советского Союза носит Муниципальное образовательное учреждение «Нижнекумашкинская средняя общеобразовательная школа» села Нижняя Кумашка Шумерлинского района Чувашской Республики.

## Документы
- Общедоступный электронный банк документов «Подвиг Народа в Великой Отечественной войне 1941—1945 гг.» Дата обращения: 23 августа 2012. Архивировано из оригинала 13 марта 2012 года.

Представление к званию Героя Советского Союза. Дата обращения: 23 августа 2012. Архивировано 29 октября 2012 года.
Представление к званию Героя Советского Союза и указ ПВС СССР о присвоении звания. Дата обращения: 23 августа 2012. Архивировано 29 октября 2012 года.
Медаль «За отвагу» (приказ о награждении от 10.07.1943). Дата обращения: 23 августа 2012. Архивировано 29 октября 2012 года.
Медаль «За отвагу» (приказ о награждении от 20.07.1943). Дата обращения: 23 августа 2012. Архивировано 29 октября 2012 года.
- Постановление главы Шумерлинского района Чувашской Республики от 02.05.2006 № 181 «О муниципальном образовательном учреждении «Нижнекумашкинская средняя общеобразовательная школа имени Героя Советского Союза Ивана Кузьмича Полякова» Шумерлинского района Чувашской Республики». Дата обращения: 23 августа 2012.